# Thuemenella
Thuemenella es un género de hongos en la familia Xylariaceae. El género fue circunscripto en 1898 por Albert Julius Otto Penzig y Pier Andrea Saccardo.